# غليصان
غليصان أو شعيب غليصان أو وادي غليصان أو غليصان الشبجة منطقة عراقية في ناحية الشبكة، بقضاء النجف بمحافظة النجف بالبادية العراقية غرب العراق، فيها آبار نفط، وفيها مطار غليصان.
المصادر
1. ↑  عادل مهودر راضي (2011/07/11). "إعلان" (PDF). الوقائع العراقية ع. 4199: 18. مؤرشف من الأصل (PDF) في 2024-07-26. {{استشهاد بدورية محكمة}}: تحقق من التاريخ في: |تاريخ= (مساعدة)
2. ↑  United States Board on Geographic Names (1989). Gazetteer of Iraq Names Approved by the United States Board on Geographic Names. Defense Mapping Agency. ص. 150.
3. ↑  The Institute of Petroleum Review  1961-05: Vol 15 Iss 173. May 31 1961. ص. 144. {{استشهاد بكتاب}}: تحقق من التاريخ في: |سنة= (مساعدة) والوسيط |الأول= يفتقد |الأخير= (مساعدة)